# Wittgendorf (Saalfeld)
Wittgendorf ist ein Ortsteil der Stadt Saalfeld/Saale im Landkreis Saalfeld-Rudolstadt in Thüringen.

## Geografie
Wittgendorf liegt oberhalb des Sorbitztales im Naturpark Thüringer Wald. Der höchste Berg im Gemeindegebiet ist der Talberg mit einer Höhe von 602 m. Nachbargemeinden sind Volkmannsdorf, Rohrbach und Döschnitz. Unterhalb des Ortes entspringt der Elschnitztalbach, welcher bei Rohrbach nach vier Kilometern in die Sorbitz mündet. Naheliegende Städte sind Saalfeld/Saale (14 km), Rudolstadt (20 km), Jena (60 km) und Erfurt mit 70 km.

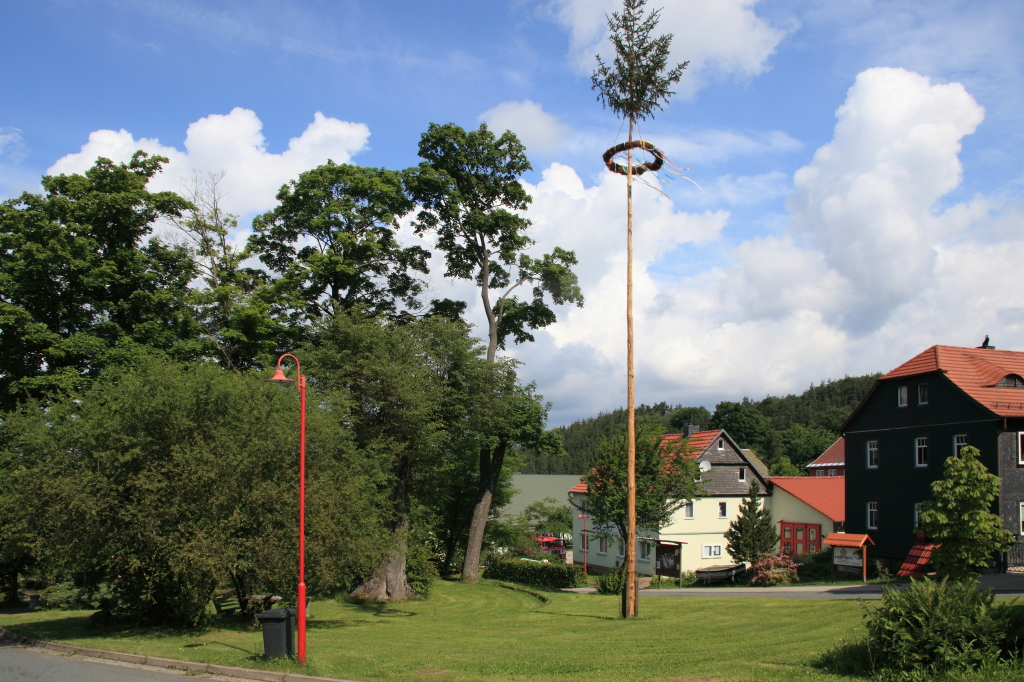
Blick auf den Ort

Knapp nördlich der Gemeindegrenze zu Döschnitz befindet sich ein alter Steinbruch, dessen Kalksteinvorkommen im Dörschnitzer Schleifwerk bearbeitet und als Dörschnitzer bzw. Wittgendorfer Marmor angeboten und überregional verwendet wurde. Johann Wolfgang von Goethe stattete dem Steinbruch am 4. Juli 1781 einen Besuch ab, woran eine Plakette erinnert.

## Geschichte
Wittgendorf wurde erstmals 1267 urkundlich erwähnt und ist damit eine der ältesten Ortschaften der Umgebung. Er gehörte früher zum Fürstentum Schwarzburg-Rudolstadt (Oberherrschaft). Der Ort erhielt im Jahre 1970 als erste Gemeinde im Bezirk Gera das Prädikat „Staatlich anerkannter Erholungsort“.
Am 6. Juli 2018 wurde die Gemeinde Wittgendorf in die Stadt Saalfeld/Saale eingegliedert. Zuvor war sie Teil der Verwaltungsgemeinschaft Mittleres Schwarzatal mit Sitz in Sitzendorf.

### Einwohnerentwicklung
| Jahr | Einwohner | Jahr | Einwohner |
| ---- | --------- | ---- | --------- |
| 1525 | 75        | 1664 | ~200      |
| 1852 | 388       | 1860 | 360       |
| 1910 | 310       | 2000 | 222       |
| 2005 | 213       | 2006 | 210       |
| 2007 | 204       | 2008 | 205       |
| 2009 | 200       | 2010 | 184       |
| 2011 | 178       | 2012 | 173       |
| 2013 | 168       | 2014 | 167       |
| 2015 | 153       | 2016 | 155       |

## Politik
Durch die Eingliederung in die Stadt Saalfeld entfiel der Gemeinderat und statt eines ehrenamtlichen Bürgermeisters gibt es seitdem einen Ortsteilbürgermeister und einen vierköpfigen Ortsteilrat.

### Gemeinderat und Bürgermeister bis 2018
Der Rat der Gemeinde Wittgendorf bestand bis 2018 aus sechs Mitgliedern. Bei der Kommunalwahl am 27. Juni 2004 errang eine Freie Wählergruppe alle Mandate. Letzter Bürgermeister bis zur Eingliederung war Frank Biehl, der zuletzt am 6. Juni 2010 wiedergewählt wurde.

### Ortsteilbürgermeister und Ortsteilrat
Erster ehrenamtlicher Ortsteilbürgermeister wurde Florian Biehl, der am 1. Mai 2022 mit 84 % wiedergewählt wurde. Bei der Wahl zum Ortsteilrat am 26. Mai 2019 fielen alle Mandate an die Liste der Freien Wählergruppe.

## Kultur und Sehenswürdigkeiten

### Naturdenkmäler
Um Wittgendorf herum befindet sich die frühere Grenze zwischen dem Fürstentum Schwarzburg-Rudolstadt und dem Herzogtum Sachsen-Meiningen. Gleichzeitig markieren die über 200 Jahre alten und gut 50 cm hohen Grenzsteine die Flurgrenze von Wittgendorf zu den umliegenden Gemeinden.

### Sport
Die Wittgendorfer Freiwillige Feuerwehr wurde 2003 und 2008 Thüringer Meister im Löschangriff der Feuerwehren.

### Simsontreffen
Das Simsontreffen Wittgendorf wird seit 2012 jährlich am letzten Augustwochenende abgehalten.

### Backhausfest
Einmal jährlich findet im Juli ein Backhausfest statt. Dabei findet jedes Jahr ein kleiner Kegelwettbewerb statt, ein Backwarenverkauf am Backhaus und eine Musikalische Einlage.

## Wirtschaft und Infrastruktur

### Verkehr
Alleine die Kreisstraße 136, die an der Bundesstraße 281 bei Hoheneiche beginnt und am „Dreieck“ unterhalb von Döschnitz endet, führt durch den kompletten Ort.

### Öffentliche Einrichtungen
Rund zwei Kilometer von Wittgendorf entfernt befindet sich das Auebad. Nach einem kompletten Neubau ist das Waldbad seit 2005 wieder für Badegäste geöffnet.